# Школа (газета)
«Школа» — двотижневий додаток до «Письма до Громады», газета для учителів і для домашнього виховання, виходила у Львові 1865; редактор Северин Шехович.
Вийшло 7 чисел.